# Allokermes dubius
Allokermes dubius är en insektsart som beskrevs av Bullington och Kosztarab 1985. Allokermes dubius ingår i släktet Allokermes och familjen eksköldlöss. Inga underarter finns listade i Catalogue of Life.